# 戦時補償債務
戦時補償債務（せんじほしょうさいむ）とは、太平洋戦争中に当時の政府が命令または契約の形で支払を約束した保証や戦争保険金などを指す。主に軍需品の未払代金や徴用された後に撃沈された船舶に対する補償、工場の疎開経費などがこれにあたる。

## 概要
1945年の敗戦後、幣原内閣は個人財産増加税や財産税の臨時賦課を財源としてこれらを支払う方針であったが、連合国はインフレーション促進につながるこの方針に反対した。そもそも、連合国は日本の企業が政府とともに自分達と敵対したことに対して何らかの制裁を課す必要があると考えており、戦時補償債務打ち切りもその一環であった。
1945年11月24日にGHQは「戦時利得の除去および国家財政の再編成に関する覚書」を日本側に通告した。1946年4月、連合国は日本に対して戦時補償債務支払の打ち切りを正式に要求したが、直後に就任した第1次吉田内閣の石橋湛山大蔵大臣は、自由経済の根幹にある契約の論理が破壊されることによる日本経済への打撃を危惧して強く反対した。だが、対日理事会におけるソビエト連邦の強い要求によって8月8日になって日本政府はこれを受け入れることとし、形式上は戦時補償債務は全額支払うが別途新税を設けて支払額に対して100％の税率を賦課することで連合国側の同意を得た。
1946年10月29日に戦時補償特別措置法が公布され、同法に基づく「戦時補償特別税」が戦時補償債務917億円余に課税、実質無効とされた。このため、多くの銀行や企業の資金繰が困難となったため、会社経理応急措置法・金融機関経理応急措置法などが公布されて救済策が講じられた。

## 戦時補償特別措置法と救済策
戦時補償特別措置法の施行は、1945年8月15日以降のこれらの請求に係る支払いに対して、戦時補償特別税として100％を賦課するというもので、実質上の戦時補償債務切捨てを意味した
。
これに対して1946年8月に会社経理応急措置法と金融機関経理応急措置法また同年10月には企業再建整備法と金融機関再建整備法が施行され、企業と銀行の再建出発が可能となる救済策が講じられた。